# Сі Сонгмуанг
Сі Сонгмуанг (*тай. เจ้าพลศึกซ้ายไชยสงคราม; д/н — 1631) — 21-й володар держави Ланна у 1615—1631 роках.

## Життєпис
Походив з родини аристократії. Третій син Пана Кхека, намісника Нана, та Пхлуадеві. Замолоду звався Суксай Чайсонгхрама. 1603 року після смерті старшого брата Хао Четабут Пхрамміна став намісником Нани. У 1614 року підтримав вторгнення Анаукпетлуна, володаря імперії Таунгу, який повалив правителя Ланни Тадо Чав, що повстав.
1615 року призначений новим правителем ланни, прийнявши при інтронізації ім'я Сі Сонгмуанг. 1616 року країну залишили бірманські війська. З цього часу Сі Сонгмуанг став готуватися до відновлення незалежності, поступово відновлюючи військову та економічну потугу, що було пов'язано зі збільшенням податків.
1624 року відбулося потужне повстання в Нані, що оголосила незалежність під впливом Потісарата II, правителя Лансангу. Йому на допомогу прийшов Анаукпетлун, що приборкав повстання та відбив напад. 1629 року після смерті останнього Сі Сонгмуанг оголосив про незалежність. Але 1631 року зазнав поразки від Тхалуна, нового володаря імперії Таунгу. Сі Сонгмуанг було відправлено до міста Паган, де невдовзі за цим страчено. На трон Ланни було поставлено аристократа Тхіппханета.